# Comuna Mali Bukovec, Varaždin
Mali Bukovec este o comună în cantonul Varaždin, Croația, având o populație de 2.212 locuitori (2011).

## Demografie
Componența etnică a comunei Mali Bukovec
     Croați (98,92%)
     Necunoscut (0%)
     Neclasificat (0,81%)
Componența confesională a comunei Mali Bukovec
     Catolici (98,78%)
     Necunoscută (0,41%)
     Alte religii (0,77%)
Conform recensământului din 2011, comuna Mali Bukovec avea 2.212 locuitori. Din punct de vedere etnic, majoritatea locuitorilor (98,92%) erau croați. Din punct de vedere confesional, majoritatea locuitorilor (98,78%) erau catolici. Pentru 0,41% din locuitori nu este cunoscută apartenența confesională.